# Юаньцюй
Юаньцю́й (кит. упр. 垣曲, пиньинь Yuánqǔ) — уезд городского округа Юньчэн провинции Шаньси (КНР). Название уезда составлено из иероглифов «земляная стена» и «изгиб»; «земляная стена» означает окружающие уезд горы, а «изгиб» относится к находящемуся на территории уезда одному из изгибов реки Хуанхэ.

## История
При империи Цинь был создан уезд Юаньсянь (垣县). При империи Северная Вэй в 487 году он был переименован в Байшуй (白水县). В 526 году из уезда Байшуй был выделен уезд Цинлянь (青廉县). При империи Западная Вэй в 537 году уезд Байшуй был переименован в Бочэн (亳城县). При империи Северная Чжоу был выделен уезд Пуюань (蒲原县).
При империи Суй в 607 году уезд Бочэн был переименован в Юаньсянь, а уезды Цинлянь и Пуюань были к нему присоединены. В 617 году был вновь создан уезд Бочэн, а при империи Тан в 618 году был опять выделен уезд Цинлянь, но в 622 году к уезду Юаньсянь был вновь присоединён уезд Бочэн, а в 627 — и уезд Цинлянь. При империи Сун уезд Юаньсянь был переименован в Юаньцюй. При власти монголов уезд Юаньцюй был в 1266 году присоединён к уезду Цзянсянь, но в 1279 году воссоздан.
В 1949 году был создан Специальный район Юньчэн (运城专区), и уезд вошёл в его состав. В 1954 году Специальный район Линьфэнь был объединён со Специальным районом Юньчэн (运城专区) в Специальный район Цзиньнань (晋南专区). В 1970 году Специальный район Цзиньнань был расформирован, а вместо него образованы Округ Линьфэнь (临汾地区) и Округ Юньчэн (运城地区); уезд вошёл в состав округа Юньчэн. В 2000 году постановлением Госсовета КНР округ Юньчэн был преобразован в городской округ Юньчэн.

## Административное деление
Уезд делится на 5 посёлков и 6 волостей.